# Olympische Winterspiele 2014/Teilnehmer (Vereinigte Staaten)
| Gelbes Symbol für Goldmedaillen mit stilisierten Olympischen Ringen | Graues Symbol für Silbermedaillen mit stilisierten Olympischen Ringen | Braundes Symbol für Bronzemedaillen mit stilisierten Olympischen Ringen |
| ------------------------------------------------------------------- | --------------------------------------------------------------------- | ----------------------------------------------------------------------- |
| 9                                                                   | 9                                                                     | 10                                                                      |

Die Vereinigten Staaten nahmen an den Olympischen Winterspielen 2014 in Sotschi mit 230 Athleten in allen 15 Sportarten teil.

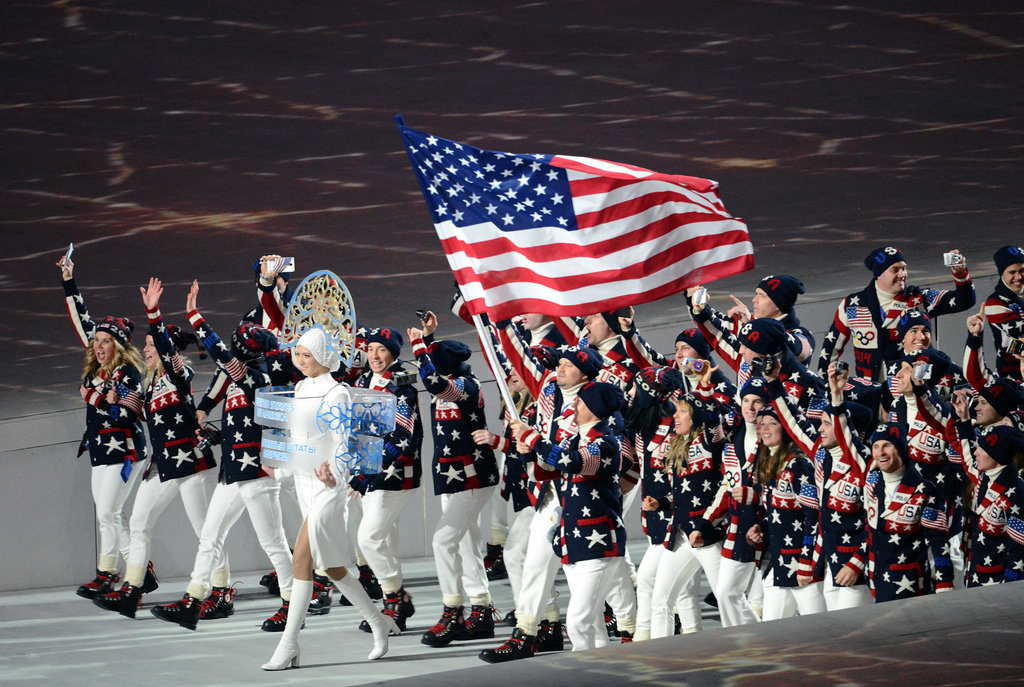
Einmarsch der Vereinigten Staaten bei der Eröffnungsfeier

## Medaillengewinner

### Gold
| Name                        | Sportart         | Wettkampf         |
| --------------------------- | ---------------- | ----------------- |
| Sage Kotsenburg             | Snowboard        | Slopestyle Männer |
| Jamie Anderson              | Snowboard        | Slopestyle Frauen |
| Kaitlyn Farrington          | Snowboard        | Halfpipe Frauen   |
| Joss Christensen            | Freestyle-Skiing | Slopestyle Männer |
| Meryl Davis / Charlie White | Eiskunstlauf     | Eistanz           |
| Ted Ligety                  | Ski Alpin        | Riesenslalom      |
| Maddie Bowman               | Freestyle-Skiing | Halfpipe Frauen   |
| Mikaela Shiffrin            | Ski Alpin        | Slalom            |

### Silber
| Name                                                                   | Sportart         | Wettkampf         |
| ---------------------------------------------------------------------- | ---------------- | ----------------- |
| Devin Logan                                                            | Freestyle-Skiing | Slopestyle Frauen |
| Gus Kenworthy                                                          | Freestyle-Skiing | Slopestyle Männer |
| Noelle Pikus-Pace                                                      | Skeleton         | Einzel Frauen     |
| Andrew Weibrecht                                                       | Ski Alpin        | Super-G Männer    |
| Steven Holcomb / Steven Langton                                        | Bobsport         | Zweierbob Männer  |
| Steven Holcomb / Steven Langton / Christopher Fogt / Curtis Tomasevicz | Bobsport         | Viererbob Männer  |
| Elana Meyers / Lauryn Williams                                         | Bobsport         | Zweierbob Frauen  |
| Eishockeymannschaft (Damen)                                            | Eishockey        | Eishockey Frauen  |
| Eduardo Alvarez J. R. Celski Jordan Malone Christopher Creveling       | Shorttrack       | 5000 m Staffel    |

### Bronze
| Name | Sportart         | Wettkampf                |
| --- | ---------------- | ------------------------ |
| Hannah Kearney | Freestyle-Skiing | Buckelpiste Frauen       |
| Jeremy Abbott, Jason Brown, Marissa Castelli, Meryl Davis, Gracie Gold, Simon Shnapir, Ashley Wagner, Charlie White | Eiskunstlauf     | Teamwettbewerb           |
| Julia Mancuso | Ski Alpin        | Super-Kombination Frauen |
| Erin Hamlin | Rennrodeln       | Einzel Frauen            |
| Kelly Clark | Snowboard        | Halfpipe Frauen          |
| Nick Goepper | Freestyle-Skiing | Slopestyle Männer        |
| Matthew Antoine | Skeleton         | Einzel Männer            |
| Bode Miller | Ski Alpin        | Super-G Männer           |
| Alex Deibold | Snowboard        | Snowboardcross Männer    |
| Aja Evans / Jamie Greubel                                                                                           | Bobsport         | Zweierbob Frauen         |
| Christopher Fogt Steven Holcomb Steven Langton Curtis Tomasevicz                                                    | Bobsport         | Viererbob Männer         |

## Sportarten

### Biathlon
Für die Biathlon-Wettbewerbe errang die USA jeweils fünf Quotenplätze für Frauen und Männer.
| Frauen - Lanny Barnes Einzel: 64. - Annelies Cook Sprint: 53. Verfolgung: 54. Staffel: 7. - Susan Dunklee Sprint: 14. Verfolgung: 18. Einzel: 34. Massenstart: 11. Staffel: 7. Mixed-Staffel: 8. - Hannah Dreissigacker Sprint: 65. Einzel: 23. Staffel: 7. Mixed-Staffel: 8. - Sara Studebaker Sprint: 44. Verfolgung: 51. Einzel: 55. Staffel: 7. | Männer - Lowell Bailey Sprint: 35. Verfolgung: 38. Einzel: 8. Massenstart: 23. Staffel: 16. Mixed-Staffel: 8. - Tim Burke Sprint: 19. Verfolgung: 22. Einzel: 44. Massenstart: 21. Mixed-Staffel: 8. - Russell Currier Sprint: 61. Einzel: 50. Staffel: 16. - Sean Doherty Staffel: 16. - Leif Nordgren Sprint: 45. Verfolgung: 53. Einzel: 83. Staffel: 16. |

### Bob
Die Anschieber der Zweierbobs der Männer wurden erst kurz vor Beginn des Wettkampfes festgelegt.
| Frauen (Zweierbob) - Elana Meyers & - Aja Evans - Jamie Greubel & - Lauryn Williams - Jazmine Fenlator & - Lolo Jones | Männer - Steven Holcomb Zweierbob Viererbob - Christopher Fogt Zweierbob Viererbob - Steven Langton Zweierbob Viererbob - Curtis Tomasevicz Viererbob | Männer - Nick Cunningham Zweierbob Viererbob - Justin Olsen Viererbob - Johnny Quinn Viererbob - Dallas Robinson Zweierbob Viererbob | Männer - Cory Butner Zweierbob |

### Curling
Das Frauenteam wurde vom Team des Madison Curling Club repräsentiert, das der Männer vom Team des Duluth Curling Club.
| Frauen - Erika Brown - Debbie McCormick - Jessica Schultz - Ann Swisshelm - Allison Pottinger | Männer - John Shuster - Jeff Isaacson - Jared Zezel - John Landsteiner - Craig Brown |

### Eishockey
Frauen
| Torhüterinnen: - Brianne McLaughlin (Burlington Barracudas) - Molly Schaus (Boston Blades) - Jessie Vetter (Oregon Outlaws) Verteidigerinnen: - Lee Stecklein (Minnesota Golden Gophers) - Megan Bozek (Minnesota Golden Gophers) - Anne Schleper (Boston Blades) - Gigi Marvin (Boston Blades) - Kacey Bellamy (Boston Blades) - Michelle Picard (Harvard Crimson) - Josephine Pucci (Harvard Crimson) | Stürmerinnen: - Monique Lamoureux (University of North Dakota) - Meghan Duggan (Boston Blades) - Julie Chu (Stars de Montréal) - Brianna Decker (Wisconsin Badgers) - Kelli Stack (Boston Blades) - Jocelyne Lamoureux (University of North Dakota) - Lyndsey Fry (Harvard Crimson) - Hilary Knight (Boston Blades) - Alex Carpenter (Boston College Eagles) - Kendall Coyne (Northeastern Huskies) - Amanda Kessel (Minnesota Golden Gophers) |

Männer
| Torhüter: - Jonathan Quick (Los Angeles Kings) - Jimmy Howard (Detroit Red Wings) - Ryan Miller (Buffalo Sabres) Verteidiger: - Cam Fowler (Anaheim Ducks) - John Carlson (Washington Capitals) - Paul Martin (Pittsburgh Penguins) - Ryan Suter (Minnesota Wild) - Kevin Shattenkirk (St. Louis Blues) - Ryan McDonagh (New York Rangers) - Brooks Orpik (Pittsburgh Penguins) - Justin Faulk (Carolina Hurricanes) | Stürmer: - Joe Pavelski (San Jose Sharks) - Zach Parise (Minnesota Wild) - Derek Stepan (New York Rangers) - Ryan Kesler (Vancouver Canucks) - James van Riemsdyk (Toronto Maple Leafs) - Dustin Brown (Los Angeles Kings) - Ryan Callahan (New York Rangers) - Paul Stastny (Colorado Avalanche) - Blake Wheeler (Winnipeg Jets) - David Backes (St. Louis Blues) - Max Pacioretty (Montreal Canadiens) - T. J. Oshie (St. Louis Blues) - Phil Kessel (Toronto Maple Leafs) - Patrick Kane (Chicago Blackhawks) |

### Eiskunstlauf
| Frauen - Polina Edmunds 9. Platz - Gracie Gold (Anm. 1) - Team-Wettbewerb: Bronze - 4. Platz - Ashley Wagner (Anm. 1) - Team-Wettbewerb: Bronze - 7. Platz | Männer - Jeremy Abbott (Anm. 2) - Team-Wettbewerb: Bronze - 8. Platz - Jason Brown (Anm. 2) - Team-Wettbewerb: Bronze - 11. Platz |

| Paarlauf - Felicia Zhang, Nathan Bartholomay 12. Platz - Marissa Castelli, Simon Shnapir - Team-Wettbewerb: Bronze - 9. Platz | Eistanz - Madison Chock, Evan Bates 8. Platz - Meryl Davis, Charlie White - Team-Wettbewerb: Bronze - Eistanz: Olympiasieger - Maia Shibutani, Alex Shibutani 9. Platz |

### Eisschnelllauf
| Frauen - Brittany Bowe 500 m: 13. Platz 1000 m: 8. Platz 1500 m: 14. Platz Teamverfolgung: 6. Platz - Lauren Cholewinski 500 m: 15. Platz - Heather Richardson 500 m: 8. Platz 1000 m: 7. Platz 1500 m: 7. Platz Teamverfolgung: 6. Platz - Sugar Todd 500 m: 29. Platz 1000 m: 32. Platz - Kelly Gunther 1000 m: 33. Platz - Jilleanne Rookard 1500 m: 18. Platz 3000 m: 10. Platz Teamverfolgung: 6. Platz - Anna Ringsred 3000 m: 26. Platz - Maria Lamb 5000 m: 16. Platz | Männer - Shani Davis 500 m: 24. Platz 1000 m: 8. Platz 1500 m: 11. Platz Teamverfolgung: 7. Platz - Tucker Fredricks 500 m: 26. Platz - Brian Hansen 500 m: DNF 1000 m: 9. Platz 1500 m: 7. Platz Teamverfolgung: 7. Platz - Mitchell Whitmore 500 m: 27. Platz - Jonathan Garcia 1000 m: 28. Platz - Joey Mantia 1000 m: 15. Platz 1500 m: 22. Platz Teamverfolgung: 7. Platz - Jonathan Kuck 1500 m: 37. Platz 5000 m: 19. Platz Teamverfolgung: 7. Platz - Emery Lehman 5000 m: 16. Platz 10.000 m: 10. Platz - Patrick Meek 5000 m: 20. Platz 10.000 m: 11. Platz |

### Freestyle-Skiing
Frauen
| Moguls - Hannah Kearney Bronze - Heather McPhie 13. Platz - Eliza Outtrim 6. Platz | Halfpipe - Maddie Bowman Gold - Annalisa Drew 9. Platz - Brita Sigourney 6. Platz - Angeli Van Laanen 11. Platz | Slopestyle - Keri Herman 10. Platz - Julia Krass 11. Platz - Devin Logan Silber | Aerials - Ashley Caldwell 10. Platz - Emily Cook 8. Platz |

Männer
| Skicross - John Teller 28. Platz | Moguls - Patrick Deneen 6. Platz - Bradley Wilson 20. Platz | Halfpipe - Aaron Blunck 7. Platz - Lyman Currier 28. Platz - David Wise Gold - Torin Yater-Wallace 26. Platz | Slopestyle - Bobby Brown 9. Platz - Joss Christensen Gold - Nick Goepper Bronze - Gus Kenworthy Silber | Aerials - Mac Bohonnon 5. Platz |

### Nordische Kombination
- Bill Demong
- Bryan Fletcher
- Taylor Fletcher
- Todd Lodwick

### Rodeln
| Frauen - Summer Britcher 15. Platz - Erin Hamlin Bronze - Kate Hansen 10. Platz | Männer - Aidan Kelly 24. Platz - Chris Mazdzer 13. Platz - Tucker West 22. Platz | Doppelsitzer - Preston Griffall & - Matt Mortensen 14. Platz - Christian Niccum & - Jayson Terdiman 11. Platz | Mixed-Teamstaffel - Erin Hamlin - Chris Mazdzer - Christian Niccum - Jayson Terdiman 6. Platz |

### Shorttrack
| Frauen - Alyson Dudek 500 m 1500 m - Emily Scott 500 m 1000 m 1500 m - Jessica Smith 500 m 1000 m 1500 m | Männer - Eduardo Alvarez 500 m 1000 m 1500 m 5000 m Staffel - J. R. Celski 500 m 1000 m 1500 m 5000 m Staffel - Jordan Malone 500 m 5000 m Staffel - Christopher Creveling 1000 m 1500 m 5000 m Staffel - Kyle Carr 5000 m Staffel |

### Skeleton
| Frauen - Noelle Pikus-Pace Silber - Katie Uhlaender 4. Platz | Männer - Matthew Antoine Bronze - John Daly 15. Platz - Kyle Tress 21. Platz |

### Ski Alpin
| Frauen - Stacey Cook - Julia Ford - Julia Mancuso - Megan McJames - Laurenne Ross - Mikaela Shiffrin - Leanne Smith - Resi Stiegler - Jacqueline Wiles | Männer - David Chodounsky - Erik Fisher - Travis Ganong - Jared Goldberg - Tim Jitloff - Nolan Kasper - Ted Ligety - Bode Miller - Steven Nyman - Marco Sullivan - Andrew Weibrecht |

### Skilanglauf
| Frauen - Sadie Bjornsen 10 km: 18. Platz Skiathlon: 31. Platz Staffel: 9. Platz - Holly Brooks 10 km: 35. Platz 30 km: 27. Platz Skiathlon: 47. Platz - Sophie Caldwell Sprint: 6. Platz 10 km: 32. Platz Teamsprint: 8. Platz - Jessie Diggins Sprint: 13. Platz 30 km: 40. Platz Skiathlon: 8. Platz Staffel: 9. Platz - Kikkan Randall Sprint: 18. Platz 30 km: 28. Platz Staffel: 9. Platz Teamsprint: 8. Platz - Ida Sargent Sprint: 19. Platz 10 km: 34. Platz - Elizabeth Stephen 30 km: 24. Platz Skiathlon: 12. Platz Staffel: 9. Platz | Männer - Erik Bjornsen Sprint: 39. Platz 15 km: 38. Platz Skiathlon: 41. Platz Staffel: 11. Platz Teamsprint: 6. Platz - Kris Freeman 15 km: 52. Platz 50 km: 57. Platz Skiathlon: 53. Platz - Brian Gregg 15 km: 47. Platz 50 km: 51. Platz Skiathlon: 46. Platz - Simeon Hamilton Sprint: 27. Platz Staffel: 11. Platz Teamsprint: 6. Platz - Noah Hoffman 15 km: 31. Platz 50 km: 26. Platz Skiathlon: 34. Platz Staffel: 11. Platz - Torin Koos Sprint: 37. Platz - Andrew Newell Sprint: 18. Platz Staffel: 11. Platz |

### Skispringen
| Frauen - Sarah Hendrickson - Jessica Jerome - Lindsey Van | Männer - Nicholas Alexander - Nicholas Fairall - Peter Frenette - Anders Johnson |

### Snowboard
Frauen
| Snowboardcross - Faye Gulini 4. Platz - Jacqueline Hernandez 23. Platz - Lindsey Jacobellis 7. Platz | Slopestyle - Jamie Anderson Gold - Jessika Jenson 13. Platz - Karly Shorr 6. Platz - Ty Walker 14. Platz | Halfpipe - Kelly Clark Bronze - Kaitlyn Farrington Gold - Hannah Teter 4. Platz |

Männer
| Parallel-Riesenslalom - Justin Reiter 24. Platz | Parallelslalom - Justin Reiter Disqualifiziert | Snowboardcross - Nick Baumgartner 25. Platz - Alex Deibold Bronze - Nate Holland 25. Platz - Trevor Jacob 9. Platz | Slopestyle - Chas Guldemond 15. Platz - Sage Kotsenburg Gold - Ryan Stassel 14. Platz | Halfpipe - Greg Bretz 12. Platz - Danny Davis 10. Platz - Taylor Gold 14. Platz - Shaun White 4. Platz |